# 江の島大橋

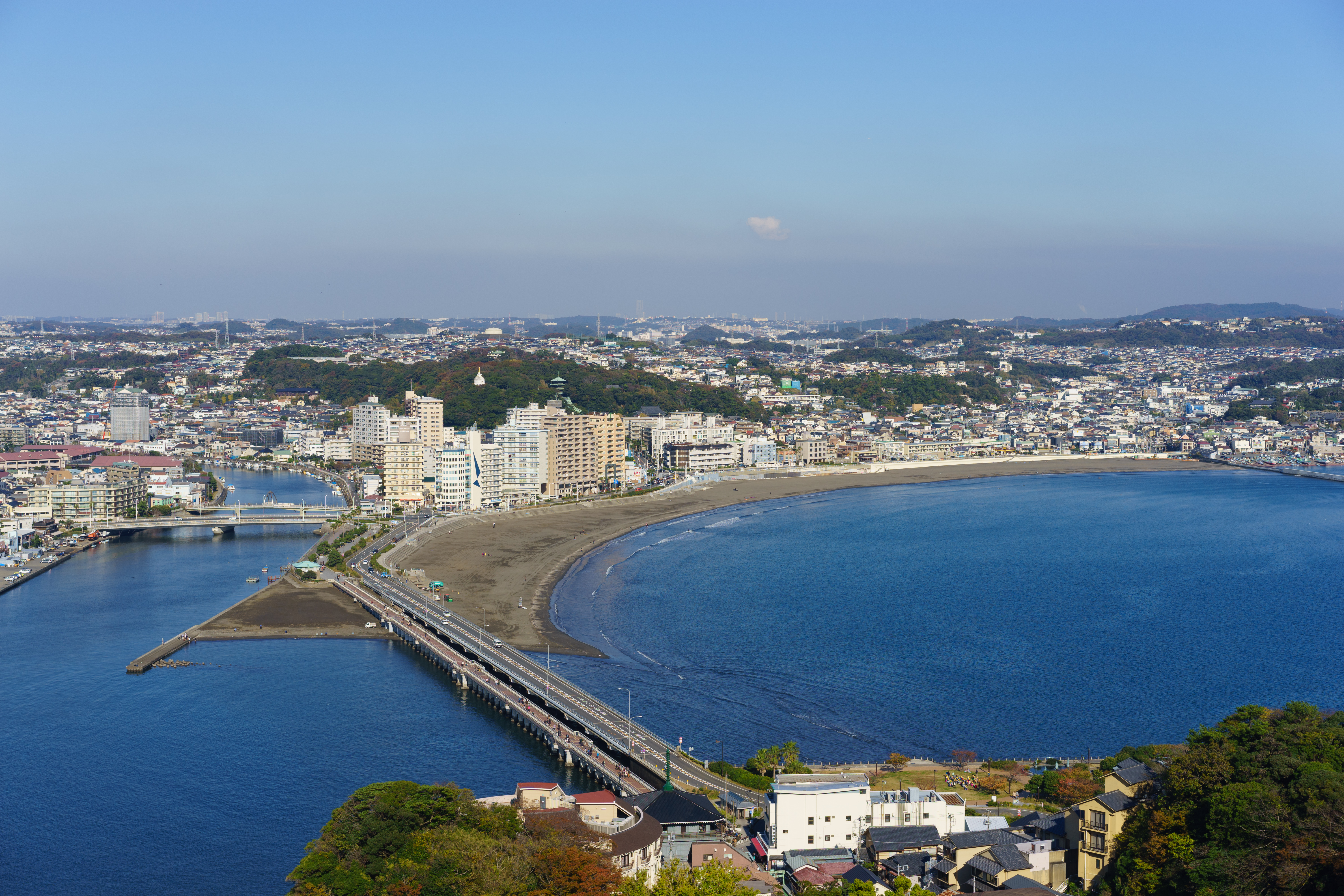
江の島大橋（向って右側）と江の島弁天橋（左側）

江の島大橋（えのしまおおはし）は神奈川県藤沢市の江の島と本土とを結ぶ湘南港臨港道路の橋梁である。西側には並行して神奈川県道305号江の島線の「江の島弁天橋」（人道橋）が架かっている。このため「江の島大橋」は自動車・自転車専用となっており、自転車を除く軽車両及び歩行者の通行は禁止されている。
本項では、現在の「江の島大橋」の他、「江の島弁天橋」を含む江の島と本土を結ぶ橋について説明する。

## 諸元
江の島大橋
- 橋長：324 m[1][2]
- 幅：11 m[2]
- 形式：18径間PC単純T桁橋[2]
- 完成年：1961年（昭和39年）一般供用、2019年（令和元年）8月 3車線化[2]

江の島弁天橋
- 橋長：389 m[1]
- 幅：4 m[1]
- 形式：
- 完成年：1953年（昭和28年）[1]

## 歴史

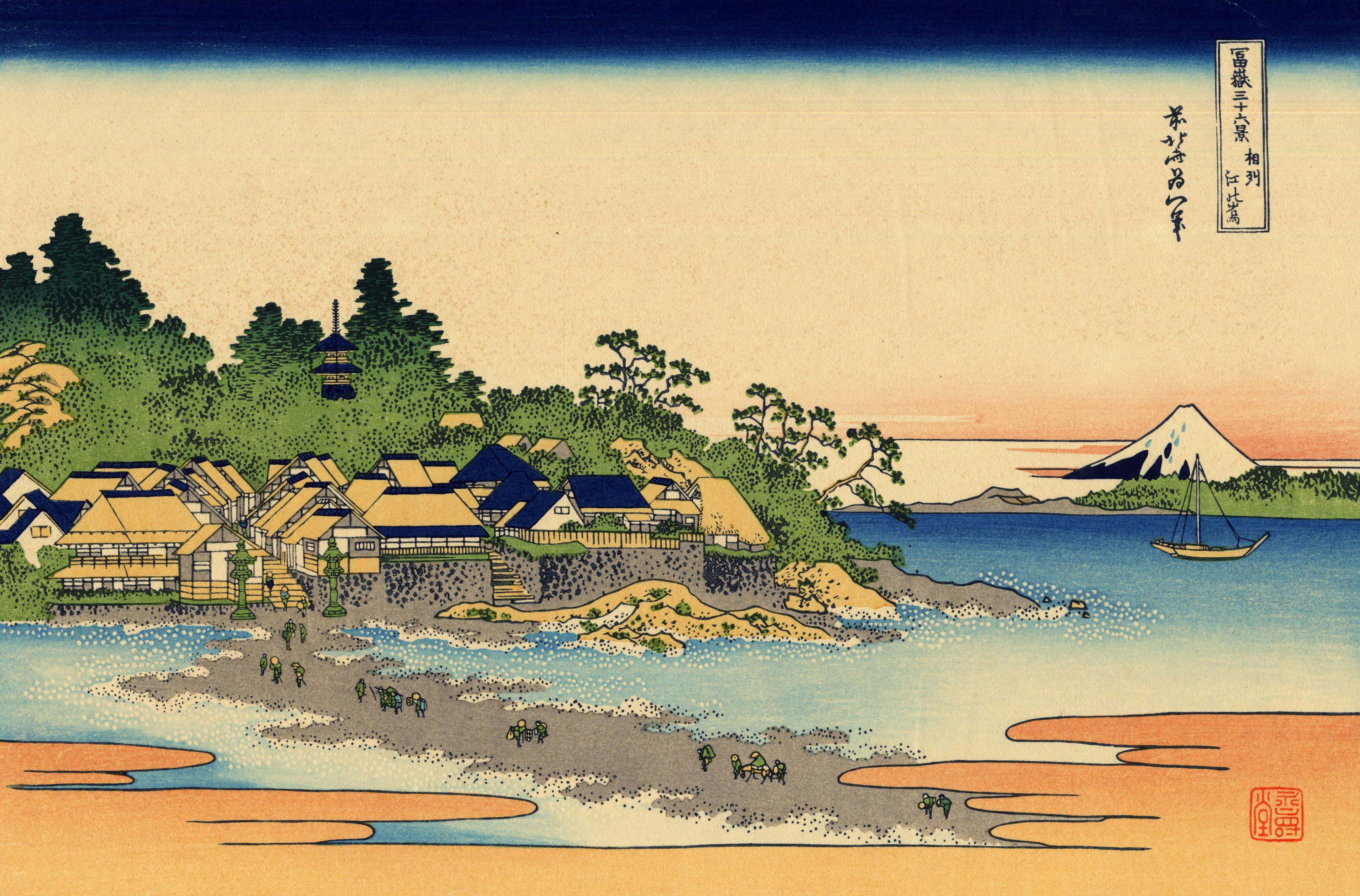
葛飾北斎『富嶽三十六景』より相州江の島

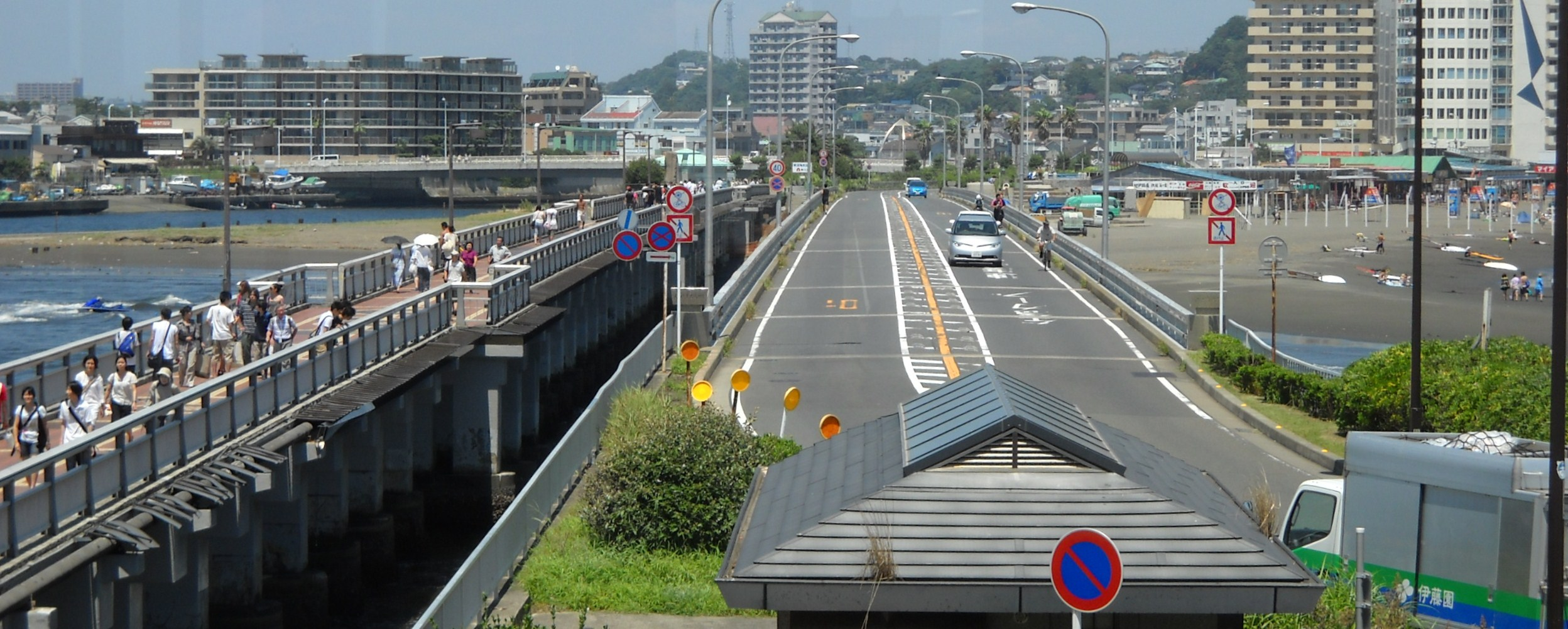
江の島大橋（向って右側）と江の島弁天橋（左）を間近かに見る

- 1216年（建保4年）ごろ、陸地から江の島へ干潮時に歩いて渡れるようになったとの記録があり、干潮時には歩いて渡り、満潮時には渡し舟か人足が背負って渡った時代が長く続いた。[3]
- 1801年（享和元年）、寺社奉行からの通達で舟8文、負越膝下16文、負越股下24文、負越股上32文などとされたが、この通達は守られなかった。
- 1891年（明治24年）、村営（当時は川口村）初めての短い桟橋が架けられた。往復3銭。
- 1921年（大正10年）、それまで桟橋は度々嵐に流されたが、県営の橋が完成した。往復2銭。
- 1932年（昭和7年）、湘南遊歩道路から県営桟橋を結ぶ新橋が完成した。
- 1936年（昭和11年）、県営桟橋から東浦を結ぶコンクリート歩道が完成した。
- 1940年（昭和15年）、県営桟橋復路橋234メートルが完成した。
- 1949年（昭和24年）、橋桁が木製、橋脚がコンクリート製の橋に改築し、一般公募により「江の島弁天橋」と命名した。
- 1958年（昭和33年）、江の島弁天橋を橋桁部分も鉄筋コンクリート製（全長389m、幅4m）に改修し、現在の江の島弁天橋となる。
- 1962年（昭和37年）、江の島の湘南港がセーリング会場に選ばれた1964年東京オリンピックを前に自動車専用の「江の島大橋」が架けられた。
- 2019年（令和元年）8月3日、2020年東京オリンピック予定を前に、江の島大橋の江の島方面向けが二車線に改修された[4][5][2]。
- 2024年（令和6年）7月13日より、騒音対策として、28年ぶりに夜間のゲート封鎖を実施[6][7]。